# Tarancón
Tarancón község Spanyolországban, Cuenca tartományban. Tarancón Santa Cruz de la Zarza, Zarza de Tajo, Belinchón, Huelves, Uclés, Tribaldos, Villarrubio, El Acebrón és Fuente de Pedro Naharro községekkel határos. Lakosainak száma 16 462 fő (2024).

## Népesség
A település népessége az utóbbi években az alábbiak szerint változott:
| Lakosok száma | 11 796 | 12 696 | 13 447 | 15 651 | 15 841 | 15 604 | 14 750 | 15 271 | 15 645 | 16 462 |
|               | 2001   | 2004   | 2006   | 2009   | 2011   | 2014   | 2016   | 2019   | 2021   | 2024   |